# Liste der Monuments historiques in Elliant
Die Liste der Monuments historiques in Elliant führt die Monuments historiques in der französischen Gemeinde Elliant auf.

## Liste der Bauwerke
| Bezeichnung                       | Beschreibung | Standort               | Kennzeichnung | Schutzstatus | Datum | Bild           |
| --------------------------------- | ------------ | ---------------------- | ------------- | ------------ | ----- | -------------- |
| Cairn von Keringard oder Bara hir |              | (Lage)                 | PA00089917    | Classé       | 1969  | weitere Bilder |
| Glockenturm der Kirche St-Gilles  | Erbaut 1640  | Rue de l’Église (Lage) | PA00089918    | Classé       | 1924  | weitere Bilder |
| Menhir Hiquem Mam Coz             |              | (Lage)                 | PA00089919    | Inscrit      | 1969  |                |

## Liste der Objekte
- Monuments historiques (Objekte) in Elliant in der Base Palissy des französischen Kultusministeriums